# Donji Zovik (Federacja Bośni i Hercegowiny)
Donji Zovik – wieś w Bośni i Hercegowinie, w Federacji Bośni i Hercegowiny, w kantonie sarajewskim, w gminie Hadžići. W 2013 roku liczyła 156 mieszkańców.